# Manoel Rodrigues Ferreira

Manoel Rodrigues Ferreira (Itapuí, 25 de Julho de 1915 - São Paulo em 21 de maio de 2010) foi um historiador, jornalista, engenheiro, professor de Matemática e Física, fotografo documentarista e escritor brasileiro. Pioneiro em expedições para cobertura jornalística pelo interior do Brasil em processo de desenvolvimento. Foi destaque na historiografia paulista e brasileira em um movimento de revisão histórica encabeçado por seu irmão, Tito Livio Ferreira..

## Vida
Nascido em 1915 na Fazenda São Sebastião, no município de Bica de Pedra (atual Itapuí), erguida um século antes pelos seus pais Manoel Rodrigues Ferreira e Avelina Agusta Ferreira. Concluiu o curso primário em 1928 na escola homenageada hoje com seu nome, e terminou o curso secundário no ginásio "Osvaldo Cruz", São Paulo, em 1934. Ingressou em 1937 na Escola de Engenharia Mackenzie ( da atual Universidade Mackenzie) a qual não concluiu, por dificuldades financeiras da família, devido a crise do café. No ano de 1938 foi admitido como Topógrafo no Instituto Geográfico e Geológico da Secretaria da Agricultura, e no ano seguinte se tornou professor de matemática, física e desenho geométrico em ginásios de São Paulo. Casou-se em 1940 na cidade de São Manuel. 
Escola de Engenharia
A carreira de professor nessa época era extremamente difícil a qual os professores ganhavam apenas quando lecionavam e não recebiam nem pelos feriados, segundo Manoel, as aulas terminavam dia 15 novembro e só voltavam dia 15 de marco passando todos esses meses sem qualquer remuneração. Tudo mudou quando o Presidente da Republica Getúlio Vargas assinou uma lei definindo bases trabalhistas exclusivas para professores, tudo havia mudado, contratos fixos de no mínimo um ano e a obrigação de se pagar as férias como se fossem período letivo. Recordando que seu irmão Tito Livio Ferreira foi pioneiro na luta pelo direito as férias dos professores.    
Com a profissão estável de professor no começo de 1942, voltou a Escola de Engenharia Mackenzie com uma bolsa de estudos oferecida pela mesma. Em 1944, com a turma de engenharia, ganhou uma viagem pelas estrada de ferro Brasil-Bolívia passando por vários pontos em desenvolvimento do país que rendeu-lhe seu primeiro trabalho jornalístico publicado pela A Gazeta com o titulo de “Viagem de Estudos ao Interior do Brasil” e em 1945 com sua turma de engenharia viaja para conhecer os trabalhos da construção da Primeira Usina Siderúrgica do Brasil ( pela Companhia Siderúrgica Nacional ) em Volta Redonda. Em 1945 organizou junto com colegas da turma de engenharia, a "Bandeira Mackenzie" com intuito de expedições para descobrir a região do Brasil Central.
Vida de escritor
Começou relatando suas expedições, mas acabou entrando no mundo historiográfico por causa de seu irmão e juntos, lançaram um livro sobre a História do Brasil chamado, História da Civilização Brasileira em 1960. Seus maiores destaques como escritor alem dos livros em coautoria com o irmão foram, um dos mais aclamados do autor "A Ferrovia do Diabo" em 1962, "História dos sistemas eleitorais brasileiros" lançado pela editora do Senado Federal em 1976, e "As repúblicas municipais do Brasil" em 1980.
Diminuiu as atividades por volta do ano 2000, lançando uma autobiobliografia em 2005 e passou os últimos anos de sua vida em São Paulo até falecer no dia 21 de maio de 2010 aos 94 anos.

## Visão Historiográfica
Influenciado por seu irmão Tito Livio Ferreira, participou da Primeira Jornada Paulista de Revisão da História do Brasil, no Instituto Geográfico e Histórico de São Paulo onde nas palavras do historiador "Denunciamos a falsa história, que precisava ser revista por meio de documentos históricos". Publicou artigos no jornal d'A Gazeta denunciando o "Programa de Ensino de História do Brasil" exigido pela Secretaria da Educação, dias depois, o Governador de São Paulo Jânio Quadros ordenou que o programa fosse reformado pela Secretaria da Educação dentro de 48 horas. O historiador acreditava que além de passarem conhecimentos falsos sobre o passado brasileiro, criava-se na mente das crianças o ódio irracional ao passado, ao povo e a todos que vinham para o Brasil, sendo assim, a todos os estrangeiros indistintamente.
O Lema da Primeira Jornada Paulista de Revisão da História do Brasil foi:
"A História é a Ciência do Documento".

## Obras
- "Nos Sertões do Lendário Rio das Mortes" (1946)
- "Terras e Índios do Alto Xingu" (1952)
- "Cenas da vida indígena" (1952)
- "História da Civilização Brasileira" coautoria com Tito Livio Ferreira (1960)
- "Nas Selvas Amazônicas" (1960)
- "O Mistério do Ouro dos Martírios" (1960)
- "Maçonaria na Independência Brasileira" coautoria com Tito Livio Ferreira (1961)
- "A Ferrovia do Diabo" (História da Estrada de Ferro Madeira-Mamoré) (1962)
- "A Causa do Subdesenvolvimento do Brasil" (1963)
- "Ciência do Desenvolvimento Econômico" (1965)
- "A Ideologia Política da Independência" (1972)
- "Expedição Científica aos Martírios" (1973)
- "Os Escravos Mecânicos" (1975)
- "História dos Sistemas Eleitorais Brasileiros" (1976)
- "As Bandeiras do Paraupava" (1977)
- "As Repúblicas Municipais do Brasil" (1980)
- "A Revisão da História do Brasil" (1983)
- "Aspectos do Xingu e a Vera Cruz" (1983)
- "Do Big Bang à Civilização Atual" (1983)
- "História do Brasil Documentada 1500-1822" (1996)
- "História dos Irmãos Villas Boas" (1997)
- "História do Urbanismo no Brasil 1532-1822" (1999)
- "O 2° Descobrimento: o Interior" (2000)
- "Autobiografia" (2005)